# 葡萄色
葡萄色（えびいろ）は、山葡萄の実のような赤紫。また葡萄色（ぶどういろ）は、ブドウの実のような赤紫。鉄道のぶどう色についても本項で詳述。

## 概要
葡萄色（えびいろ）とは、やや紫を帯びた暗い赤である。葡萄酒の色をさす英語の色名ワインレッド(wine-red)の色に近い。
名前の由来はエビカズラ（山葡萄）からだが、伊勢海老の甲羅の色に由来する海老色（蝦色）という色が別にあった。
しかし、両者の色が近いことと葡萄（えび）と海老（えび）と音が通じるため、後に混同された。
紫草で布を染める際に、アルカリ性の媒染剤に漬けると青みがかった紫色（江戸紫）に、米酢などの入った染液に漬けるとこの色のようにより赤みがかった紫色になる。平安時代には特に貴族の女性に好まれたらしく、王朝文学にも頻繁に登場する。
また、皇室では内親王が5歳になると葡萄色の袴を着る「着袴の儀」が行われる。

## 海老茶
この色がやや茶色がかったものを海老茶（葡萄茶、えびちゃ）といい、女学生の袴の色として流行した。当時、女学生を平安時代の女流作家紫式部に引っ掛けて「海老茶式部」などとからかって呼ぶことが流行している。葡萄色のほうはJIS慣用色名には採用されていないが、海老茶は採用されている。
この海老茶がさらに赤みを帯びたものを紅海老茶（べにえびちゃ）という。
マルーンを海老茶と訳すこともある。

## 鉄道での「ぶどう色」

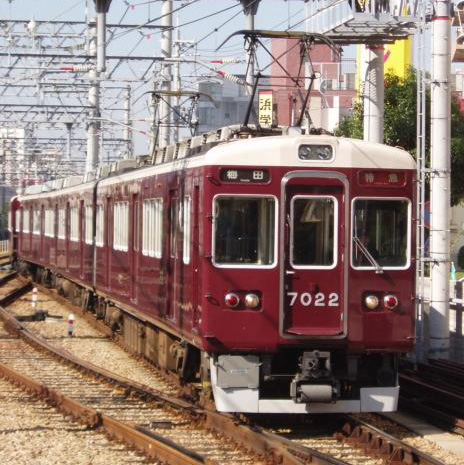
阪急電鉄7000系の車両。創業以来、車両の塗装は葡萄色である。

鉄道車両の色について、ぶどう色という名前が用いられる（国鉄では「ぶどう色2号」を正式な色名と定めている）。ただし、この場合の「ぶどう色」は、ほとんど焦げ茶に近い色で、一般的なぶどう色とはかなり異なる。
1950年代以前は、蒸気機関車の煤煙や車両のブレーキが発する鉄粉が車体に付着し車両の外観を損ねるとして問題視されており、また塗料自体が高価であったことから、塗りわけること自体が現実的でなかった。そのため、鉄道車両は原則的にモノトーン塗装であり、私鉄で多用された「濃緑」とともに広く用いられた色が「ぶどう色」である。1960年代に入ると蒸気機関車の淘汰や駆動方式・ブレーキ方式の改良により鉄粉が散らなくなったこと、そして国鉄私鉄問わず、塗装はデザインの重要な要素として認識されるようになったため、鉄道車両はさまざまな色をまとうようになっていった。
しかし、阪急電鉄は創業以来、国鉄の「ぶどう色2号」に近い茶色単色（阪急では「マルーン・カラー」とよんでいる）を堅持している。ただ、国鉄・JRのぶどう色2号に比べると、阪急の茶色はややワインレッドに近い色である。
近年では、旧塗装の復刻など鉄道会社側のファンサービスとして、ぶどう色2号をまとった車両が復活しつつある。しかし、実際にはEF64など、かつてぶどう色2号をまとったことのない車両も多い。

## 近似色
- 茶色
- ぶどう色2号
- マルーン (色)